# Castro de Monte Redondo
O Castro de Monte Redondo, Castro Monte Cossourado ou Castro de São Mamede, é um castro situado na antiga freguesia de Guisande, em Braga, Portugal.
Com um sistema defensivo constituído por três linhas de muralha, o castro possui vestígios de habitações de forma circular e rectangular, semelhantes à de outros povoados protohistóricos.

## Escavações
O castro de Monte Redondo foi em parte explorado em 1899 e 1900 pela iniciativa de Albano Belino. Foram encontradas várias casas redondas e algumas quadradas, 3 muralhas (a primeira tendo um perímetro de 1050 m), algumas fíbulas, contas de âmbar, um pequeno machado de pedra, moedas romanas, fragmentos de telha e uma ara votiva. Os trabalhos não prosseguiram por falta do acordo dos proprietários dos terrenos.

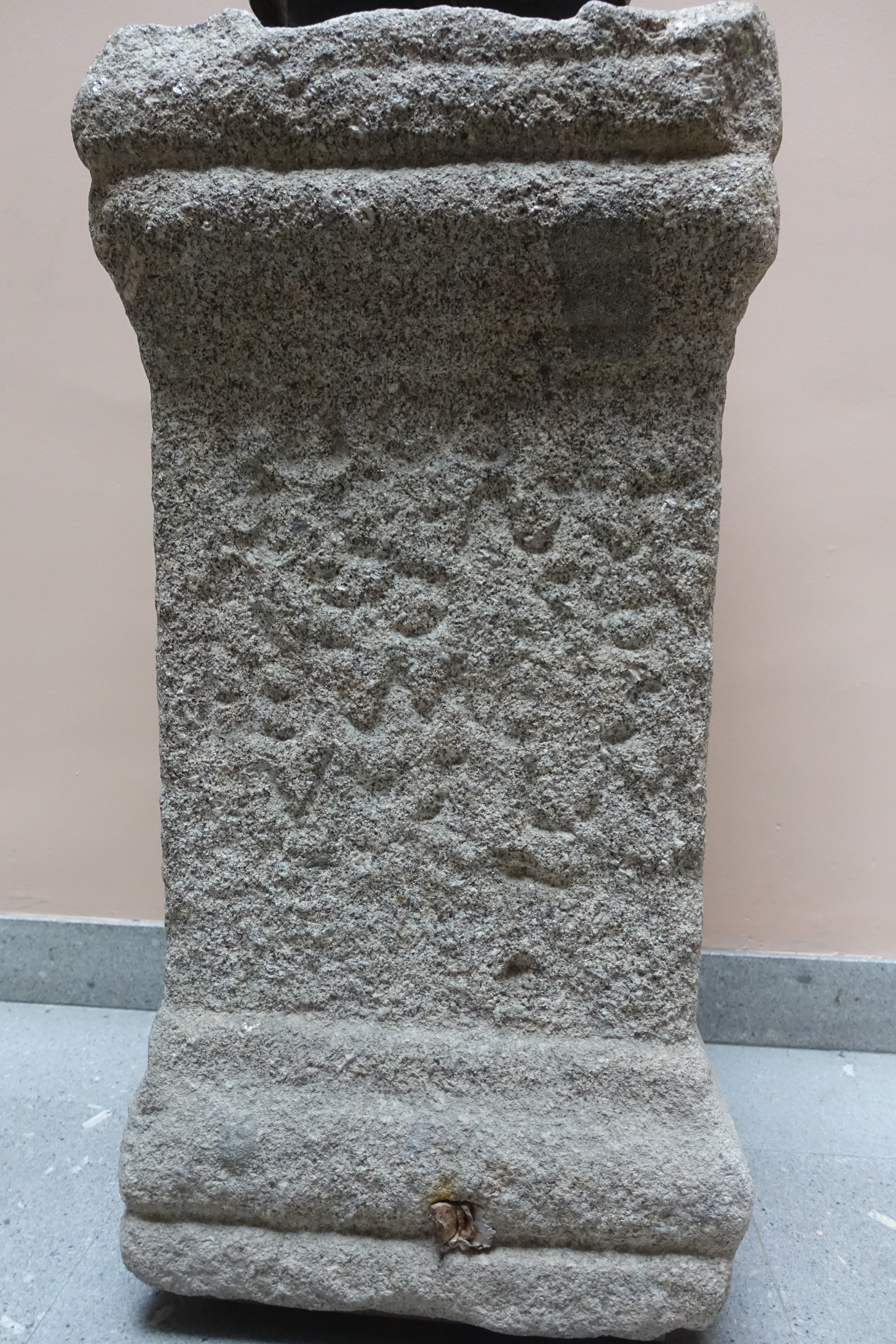
Ara votiva do Monte Redondo no Museu da Sociedade Martins Sarmento, Guimarães.

## Classificação
Está classificado como Monumento Nacional desde 23 de junho de 1910.